# Гран Пьемонте 2008
94-й выпуск  Гран Пьемонте — шоссейной однодневной велогонки по дорогам Апеннинских гор в итальянском регионе Пьемонт. Гонка прошла 16 октября 2008 года в рамках Европейского тура UCI 2008 (категория 1.HC). Победу одержал итальянский велогонщик Даниэле Беннати.

## Участники
| UCI ProTeams (14)- AG2R-La Mondiale - Astana - Bouygues Telecom - Caisse d'Épargne - Cofidis-Le Crédit par Téléphone - Euskaltel-Euskadi - Lampre - Liquigas - Quick Step - Scott-American Beef - Silence-Lotto - Columbia - CSC Saxo Bank - Team Milram UCI Professional Continental Teams (8)- Acqua & Sapone - Barloworld - Ceramica Flaminia - CSF Group Navigare - Garmin-Chipotle - LPR Brakes-Farnese Vini - Serramenti PVC Diquigiovanni-Androni Giocattoli - Tinkoff Credit Systems |
| |

## Маршрут
Дистанция гонки составила около 200 километров.

## Ход гонки
В гонке долгое время доминировал отрыв из двух человек, состоящий из Серхио Лаганы и Стафа Схейрлинкса, но за 30 с небольшим километров до финиша благодаря Алессандро Петакки их удалось догнать. В финишном спринте первым стал Даниэле Беннати и таким образом он во второй раз в своей карьере выиграл Гран Пьемонте.

## Результаты
| \| Генеральная классификация \| Генеральная классификация \| Генеральная классификация \| Генеральная классификация \| Генеральная классификация \| \| Гонщик \| Гонщик \| Команда \| Время \| \| \| ------------------------- \| ------------------------- \| ------------------------------ \| ------------------------- \| ------------------------- \| \| 1-й \| Даниэле Беннати \| Liquigas \| 4ч 57' 15 \| \| \| 2-й \| Лука Паолини \| Acqua & Sapone - Caffè Mokambo \| + 0 \| \| \| 3-й \| Александр Усов \| AG2R-La Mondiale \| + 0 \| \| |                 |                                |           |
| |                 |                                |           |
| |                 |                                |           |
| Генеральная классификация |                 |                                |           |
| Гонщик | Гонщик          | Команда                        | Время     |
| 1-й | Даниэле Беннати | Liquigas                       | 4ч 57' 15 |
| 2-й | Лука Паолини    | Acqua & Sapone - Caffè Mokambo | + 0       |
| 3-й | Александр Усов  | AG2R-La Mondiale               | + 0       |